# 岡沢茂
岡沢 茂（おかざわ しげる、1957年2月18日 - ）は日本のベース奏者。東京都中央区銀座出身。同じくベース奏者の岡沢章は実兄。

## 略歴
父がジャズ・ギタリストおよび三味線弾き、母が長唄という音楽一家の三男として育つ。15歳の頃、既にプロとして活躍していた兄である岡沢章の薦めでベースを弾き始め、その後フォークデュオの″風″（伊勢正三・大久保一久）のサポートミュージシャンとして活動を始める。
1976年に行われた風のツアーに、佐藤準、吉原マキ（現・矢島マキ）等と参加し、翌年渡辺香津美の誘いでハーヴィー・メイソンのドラム・クリニックと呼ばれるイベントに出演する。同時期に渡辺香津美グループにも加入し、レコーディングやツアーサポートなど数多のセッションに参加する。
1978年頃より、水谷公生、佐藤準、ロバート・ブリルの3人とスタジオでの演奏を開始し、同じメンバーで浜田省吾の『Illumination』など5枚のアルバムのレコーディングに参加した。
1980年、南こうせつの野外コンサート「第一回サマーピクニック」、1981年に矢沢永吉のアルバム『RISING SUN』と同名のツアーにNOBODYと共に参加する。1983年に長渕剛のツアーに、1986年には甲斐バンドのファイナル・ツアーに参加する。その後も、ドラマーの林立夫、山木秀夫、渡嘉敷祐一、青山純、ギタリストの鈴木茂、今剛、松原正樹、芳野藤丸のほか、松任谷正隆、井上鑑らともレコーディングで共演する。
1998年に浜田省吾のツアー、1999年に稲垣潤一のツアー、2013年には再結成された甲斐バンドのツアーなどに参加する。
2014年からは、久米大作、高橋まこと、古村敏比古、上原″YUKARI″裕らと"FRIENDS OF GROOVE"のメンバーとしてライブ活動を行なっている。

## 主なレコーディング参加作品
あみん
『メモリアル』（1983年）
安全地帯
『安全地帯V』（1986年）
井上鑑
『PROPHETIC DREAM -予言者の夢-』（1982年）
上田正樹
『After Midnight』（1982年）
岡田有希子
『十月の人魚』（1985年）
桑江知子
『熱風 -NEPPU-』（1979年）
坂口良子
『Silky』（1982年）
渋谷祐子
『POP LADY』（1979年）
ナイアガラ・トライアングル
『NIAGARA TRIANGLE Vol.2』（1982年）
中原理恵
『HEART OF GOLD』（1979年）
浜田省吾
『Illumination』（1978年）「ラストショー」（1981年）
堀ちえみ
『Lonely Universe』（1985年）
松田聖子
『SQUALL』（1980年）『Silhouette』（1981年）
南こうせつ
『三日月のセレナーデ』（2023年）
南佳孝
『DAYDREAM』（1983年）『Sketch Of Life』（1997年）
村田和人
『また明日』（1982年）
森川美穂
『HALLOW』（1995年）
矢沢永吉
『RISING SUN』（1981年）

### オムニバス
『SEASIDE LOVERS - MEMORIES IN BEACH HOUSE』(松任谷正隆・井上鑑・佐藤博等が参加)（1983年）